# Kloster Casalvolone
Kloster Casalvolone (San Salvatore di Casalvolone) war ein Zisterzienserkloster im Piemont, Italien. Es lag in der Gemeinde Casalvolone bei Borgo Vercelli in der Provinz Novara zwischen Novara und Vercelli.

## Geschichte
In Casalvolone existierte bereits im Jahr 1132 ein Benediktinerkloster, das im Jahr 1169 von Kloster Morimondo, einer Tochter der Primarabtei Morimond, mit Zisterziensermönchen wieder besetzt wurde. In einer späteren Urkunde werden als Stifter die Brüder Ardizzone, Enrico und Tommaso von Casalgualone oder Casalvolone genannt, was sich aber auch auf das Benediktinerkloster beziehen kann. Für das Jahr 1225 ist ein Abt Ottone de Coronato (d. h. Morimondo) belegt. Nach den Niederschriften des Generalkapitels des Ordens war das Kloster im Jahr 1344 noch besetzt, nachdem ein Mönch des Klosters mit dauernder Einkerkerung belegt wurde. Da das Kloster bei Gründung der italienischen Kongregation des heiligen Bernhard im Jahr 1497 nicht mehr genannt wird, dürfte es zu dieser Zeit schon nicht mehr bestanden haben (Bedini). Um das Kloster entwickelte sich die Gemeinde Casalvolone.

## Anlage und Bauten
Die Klosterkirche wurde im ersten Viertel des 19. Jahrhunderts auf ein kleines Oratorium zurückgeführt. Im Ort besteht aber auch noch die Kirche San Pietro, die während der Zeit der Existenz des Klosters als Pfarrkirche diente und wohl noch aus vorzisterziensischer Zeit stammt.